# Monica Roșu
Monica Roșu (ur. 11 maja 1987) – rumuńska gimnastyczka. Dwukrotna medalistka olimpijska z Aten.
Igrzyska w 2004 były jej jedyną olimpiadą. Triumfowała w drużynie oraz w skoku. W 2004 sięgnęła po dwa medale mistrzostw Europy: złoto w drużynie i skoku. W 2003 była druga w drużynie na mistrzostwach świata. Karierę zakończyła w 2005.